# BlackBerry PlayBook
O BlackBerry Playbook foi um dispositivo em formato de tablet produzido pela BlackBerry e lançado em 19 de abril de 2011.
O PlayBook foi o primeiro dispositivo a rodar o sistema operacional BlackBerry Tablet OS, escrito com base no sistema operacional QNX Neutrino que foi fundido com o BlackBerry OS (sistema operacional usado nos smartphones BlackBerry) para criar o BlackBerry 10 que será utilizado universalmente pela BlackBerry. O PlayBook roda aplicativos escritos na plataforma Adobe AIR, HTML5, Java e Android com versão até 2.3 (Gingerbread).

## História
Os rumores começaram com um computador pessoal apelidado de "BlackPad" por meio da imprensa devido a rumores sobre uma possível similaridade com o iPad da Apple.

No dia 25 de Outubro de 2010 o Vice-Diretor Executivo da BlackBerry Mike Lazaridis juntamente com o diretor técnico da Adobe Kevin Lynch realizaram a primeira demonstração do BlackBerry PlayBook na abertura da conferência Adobe MAX 2010.
Diante das demonstrações do PlayBook estavam destacadas pela BlackBerry a integração e suporte para o Adobe Air e Flash. De acordo com Mike Lazaridis o objetivo da empresa não era degradar a internet ao nível dos dispositivos móveis, mas sim, trazer os dispositivos móveis ao nível dos computadores pessoais. No mesmo dia foi anunciado que os desenvolvedores que tivessem seus aplicativos escritos na plataforma Adobe Air receberiam gratuitamente um PlayBook caso os aplicativos fossem aprovados na BlackBerry App World.
O BlackBerry PlayBook foi lançado em 19 de abril de 2011 no Canadá e nos Estados Unidos; No Reino Unido e na Holanda em 16 de Junho de 2011; Nos Emirados Árabes 25 de Junho de 2011; E 19 de Outubro de 2011 no Brasil.

## Especificações Técnicas

### Processador[7]
| Nome/Modelo                 | Arquitetura | Frequência do Núcleo | Número de Núcleos | Processo de Fabricação |
| --------------------------- | ----------- | -------------------- | ----------------- | ---------------------- |
| Texas Instruments OMAP 4430 | ARMv7       | 1 GHz                | 2                 | 45 nm                  |

### GPU
| Nome/Modelo    | Frequência do Núcleo | Número de Núcleos | Processo de Fabricação | Largura do barramento | Suporte à API gráfica | Suporte à API gráfica | Suporte à API gráfica |
| Nome/Modelo    | Frequência do Núcleo | Número de Núcleos | Processo de Fabricação | Largura do barramento | DirectX               | OpenGL                | OpenGL ES             |
| -------------- | -------------------- | ----------------- | ---------------------- | --------------------- | --------------------- | --------------------- | --------------------- |
| PowerVR SGX540 | 304 MHz              | 1                 | 65 nm                  | 64 bit                | N/A                   | N/A                   | 2.0                   |

### Tela[8]
| Tamanho     | Resolução       | Tecnologia | Proporção da Tela | Sistema tátil                                  | Proporção da saída HDMI |
| ----------- | --------------- | ---------- | ----------------- | ---------------------------------------------- | ----------------------- |
| 7 Polegadas | 1024X600 Pixels | LCD        | 16:9              | Tela Capacitiva Suporte a 4 toques simultâneos | 1080 Pixels             |

### Conexões[8]
| Wifi            | Bluetooth           | 3G  | 3G+                             | 4G                                 | NFC | Infravermelho | Micro-USB | Micro-HDMI |
| --------------- | ------------------- | --- | ------------------------------- | ---------------------------------- | --- | ------------- | --------- | ---------- |
| (802.11a/b/g/n) | Bluetooth 2.1 + EDR | N/A | Disponível apenas no modelo 3G+ | Disponível apenas no modelo 4G LTE | N/A | N/A           | Presente  | Presente   |

### Periféricos[8]
| Câmera                                                                             | Giroscópio | Acelerômetro | GPS      | Magnetômetro | Som                                            |
| ---------------------------------------------------------------------------------- | ---------- | ------------ | -------- | ------------ | ---------------------------------------------- |
| Frontal: Resolução de 3 MP Traseira: Resolução de 5 MP Gravação em 1080 Pixels(HD) | 6 Eixos    | Presente     | Presente | Presente     | 4 Alto-Falantes Estéreos 2 Microfones Estéreos |

### Bateria[8]
| Tecnologia               | WH(Watt-hora) | Ampère-hora(Ampère-hora) | Alimentação(Volts) | Removível? | Duração                                          |
| ------------------------ | ------------- | ------------------------ | ------------------ | ---------- | ------------------------------------------------ |
| Polímero de íon de Lítio | 20            | 5,400                    | 3,7                | Não        | 10 horas com uso moderado 8 horas com uso pesado |

### Dimensões[8]
| Peso       | Largura        | Comprimento    | Espessura     |
| ---------- | -------------- | -------------- | ------------- |
| 425 Gramas | 194 Milímetros | 130 Milímetros | 10 Milímetros |

### Formatos de Mídia Suportados[10]
| Vídeo                                  | Áudio                                                     | Imagem                              | WEB                                   |
| -------------------------------------- | --------------------------------------------------------- | ----------------------------------- | ------------------------------------- |
| 3GP, 3G2, ASF, AVI, F4V, MOV, MP4, WMV | AAC, AMR, FLAC, M4A, MIDI, MP3, OGG, QCP, SPMID, WAV, WMA | BMP, GIF, JPG, PNG, SVG, TIF, WBMP, | HTML5, Adobe Flash, JavaScript, WEBGL |